# Flavio Sciolè
Flavio Sciolè (Atri, Abruços, 6 de setembre de 1970), és un director de cinema, actor i artista italià de performance que va començar la seva carrera a començaments dels anys 1990 dedicada al performance i al cinema experimental.
Va estudiar al Laboratorio Delle Arti Sceniche. És més conegut com el creador del 'Recitazione Inceppata'. Sciolè és un cineasta de culte, avantguardista i alternatiu.

## Filmografia

### Director
- Ossessione (1996)
- Claustrofobia (1997)
- Giuda (2000)
- Cognizioni di santità (2001)
- Dormitorio-Fausto Delle Chiaie (2001), solo regia
- Fugatea (2001)
- Beataction 1 (2001)
- Beataction 2 (2002)
- Delirium (2002)
- Dan Fante An American Writer (2002)
- Kristo 33 (2002)
- Beataction 3 (2002)
- Pilateo (2003)
- Narciso (2003)
- Itagliano (2004)
- Distruzione di una video camera (2004)
- Caligola (2004)
- Atto (2004)
- Papa vero (2004)
- Ipotesi per un delirio (2005)
- Sublimesubliminale (2006)
- Aman4aman (2007)
- Art 4 nothing (2007)
- Matermare (2008)
- Mondo Delirium (2011)
- Poco suono (2021)

### Actor
- Farina Stamen , de Luigi Maria Perotti (2001)
- Hosteria del gatto nero , de Mauro Caporale (2003)
- Il sopranista , de Mauro John Capece (2004)
- Pianosequenza , de Louis Nero (2005)
- Scale , de Daniel Isabella (2005)
- Still leven, de Donato Arcella (2010)
- La scultura , de Mauro John Capece (2014)
- Baumwolle – So sind wir , de Luca Torzolini (2015)
- La Danza nera, de Mauro John Capece (2020)

## Obra seleccionada
| - 1993: Nature e Nulla - 2016: Nel decadere infranto ed altre poesie - 2017: Libero Teatro In Libero Stato - 2017: Del grottesco - 2019: Scomposizioni relazionali |